# Francis Wright
Felix właśc. Francis Wright (ur. 15 lutego 1973 w Chelmsford) – brytyjski didżej i producent muzyczny. Najbardziej znany z utworów "Don't You Want Me" i "Don't You Want My Love" nagranego z zespołem Jomanda. W 2011 roku David Guetta oraz Snoop Dogg stworzyli melodyjny cover piosenki "Don't You Want Me" pt. "Sweat" zyskując dużą popularność w całej Europie, a także Australii, Kanadzie i Nowej Zelandii. Mieszka w Los Angeles.

## Albumy
- 1993 #1

## Single
- 1992 "Don't You Want Me"
"It Will Make Me Crazy"
"Don't You Want My Love" (feat. Jomanda)
- 1993 "Stars"
"Fastslow"
- 1994 "Get Down"
- 1995"Don't You Want Me" (Patric Prins remix)
- 1996 "Don't You Want Me" ('96 Pugilist mix)
- 2010 "Battle Of The Warriors"